# Paquito García Gómez
Paquito García Gómez   (Oviedo, 14 de febrer de 1938 - València, 21 d'agost de 2024) va ser un futbolista i entrenador asturià.

## Trajectòria com a jugador
Com a jugador es va formar en els equips inferiors del Reial Oviedo, debutant amb el primer equip en un partit davant el València Club de Futbol en la temporada 1958-59. Centrecampista de tècnica i força Paquito, que va arribar a fer-se l'ídol de l'afició blava, va assolir el seu zenit en l'equip asturià en la temporada 1962-63. Al final de la mateixa va ser traspassat al València, amb el qual va guanyar una Lliga (1970-71), una Copa d'Espanya (1967) i una Copa de Fires (1963). També va militar en el Mestalla. Va ser nou vegades internacional amb la selecció absoluta, amb la qual va debutar davant de Romania l'1 de novembre de 1962.

## Trajectòria com a entrenador
Com a entrenador va començar amb els juvenils del València CF. Posteriorment va dirigir al Benimar, Mestalla, UE Alzira, Club de Futbol Gandia, Atlètic de Madrid B, Reial Valladolid, CE Castelló, Hèrcules CF, València CF, Cadis CF, UE Figueres, UD Las Palmas, Racing de Santander, Rayo Vallecano, Club Atlètic Osasuna i Vila-real Club de Futbol amb qui va obtenir un ascens a primera divisió així com debutar amb ell a Europa en substitució de Benito Floro equip en el qual també va assumir les funcions de secretari tècnic, segon entrenador i responsable de l'escola de futbol. Va entrenar el Club Esportiu Onda, que fora filial groguet.